# Ingrid Mattern
Ingrid Mattern (* 26. Dezember 1964 in Hoyerswerda) ist eine deutsche Politikerin (PDS, Die Linke). Von 1994 bis 2009 war sie Mitglied des Sächsischen Landtags.

## Leben
Ingrid Mattern machte 1983 ihr Abitur in Hoyerswerda. Es folgte in den Jahren 1984/85 ein Studium an der Akademie für Staats- und Rechtswissenschaft Potsdam/Babelsberg. Aufgrund einer vorzeitigen Exmatrikulation und einem Parteiverfahren in der SED machte sie von 1985 bis 1987 eine Facharbeiterausbildung zur Elektromontiererin bei Robotron Hoyerswerda. Bis 1989 war sie dort als Angestellte tätig und war Mitarbeiterin für Jugendpolitik beim Betriebsdirektor. In den Jahren 1989/90 war sie Mitarbeiterin der SED-Kreisleitung und ab 1990 Mitarbeiterin des PDS-Landesvorstandes Sachsen. Von 1995 bis 2002 absolvierte sie ein Studium der Germanistik, Soziologie und Politikwissenschaft an der TU Dresden mit dem Abschluss Magister.
Ingrid Mattern ist mit dem LINKE-Politiker André Brie verheiratet.

## Politik
Ingrid Mattern war von 1983 bis 1990 Mitglied der SED und ist seit 1990 Mitglied der PDS. In ihrer Partei war sie von 1991 bis 1993 stellvertretende Vorsitzende in Hoyerswerda, von 1993 bis 1995 Landesgeschäftsführerin der PDS-Sachsen, von 1996 bis 1999 Vorsitzende des Kreisverbandes Niederschlesischer Oberlausitzkreis und von 2002 bis 2005 Stadtvorsitzende der PDS-Dresden.
Auf kommunaler Ebene war sie von 1999 bis 2003 Kreisrätin im Niederschlesischen Oberlausitzkreis und von 2004 bis 2009 Stadträtin in Dresden. Im September 2008 trat sie aus der Linksfraktion.PDS des Stadtrates Dresden aus.
Von Oktober 1994 bis September 2009 war sie Mitglied des Sächsischen Landtags. Dort war sie in der dritten Wahlperiode (1999 bis 2004) stellvertretende Vorsitzende der Parlamentarischen Gruppe Bahn. Seit November 2004 fungierte sie als stellvertretende Vorsitzende des Ausschusses für Wirtschaft, Arbeit und Verkehr. Zudem gehörte sie noch dem Haushalts- und Finanzausschuss. an. Für ihre Fraktion war sie zudem Fachsprecherin für Struktur- und Landesentwicklung. 
Von 2009 bis 2019 war sie Pressesprecherin des Brandenburgischen Finanzministeriums. 2020 wurde sie Pressesprecherin der Investitionsbank des Landes Brandenburg.